# Rah Lan Lâm
Rơ Lan Lâm (sinh năm 1966) người  dân tộc Gia Rai là một sĩ quan cao cấp của lực lượng Công an nhân dân Việt Nam hàm Thiếu tướng. Hiện ông đang giữ chức vụ Ủy viên Ban Thường vụ Tỉnh ủy, Bí thư Đảng ủy, Giám đốc công an tỉnh Gia Lai.

## Tiểu sử
Rah Lan Lâm quê ở huyện Chư Pưh, tỉnh Gia Lai, người dân tộc Gia Rai có trình độ Thạc sĩ An ninh, Tiến sĩ Luật, Cao cấp lý luận chính trị. Năm 1979, ông Rah Lan Lâm gia nhập hàng ngũ Công an nhân dân, đến năm 1988 được kết nạp vào Đảng Cộng sản Việt Nam. Ông Lâm đã giữ nhiều chức vụ lãnh đạo trong lĩnh vực mình công tác, từ tháng 1 năm 2007, ông giữ chức vụ Phó Giám đốc Công an tỉnh Gia Lai cho đến nay. Thiếu tướng Lê Tấn Tới, Ủy viên Đảng ủy Công an Trung ương, Thứ trưởng Bộ Công an, đã trao quyết định của Bộ trưởng Bộ Công an về việc bổ nhiệm Đại tá Rah Lan Lâm - Phó Giám đốc Công an tỉnh Gia Lai, giữ chức Giám đốc Công an tỉnh Gia Lai thay cho Đại tá Vũ Văn Lâu về nghỉ công tác chờ chế độ hưu trí.
Ngày 31-12-2020 tại Hà Nội, thừa ủy quyền của Chủ tịch nước, Đại tướng Tô Lâm, Ủy viên Bộ Chính trị, Bộ trưởng Bộ Công an đã trao quyết định của Chủ tịch nước về thăng quân hàm từ Đại tá lên Thiếu tướng cho ông Rah Lan Lâm.